# 鴨寮街

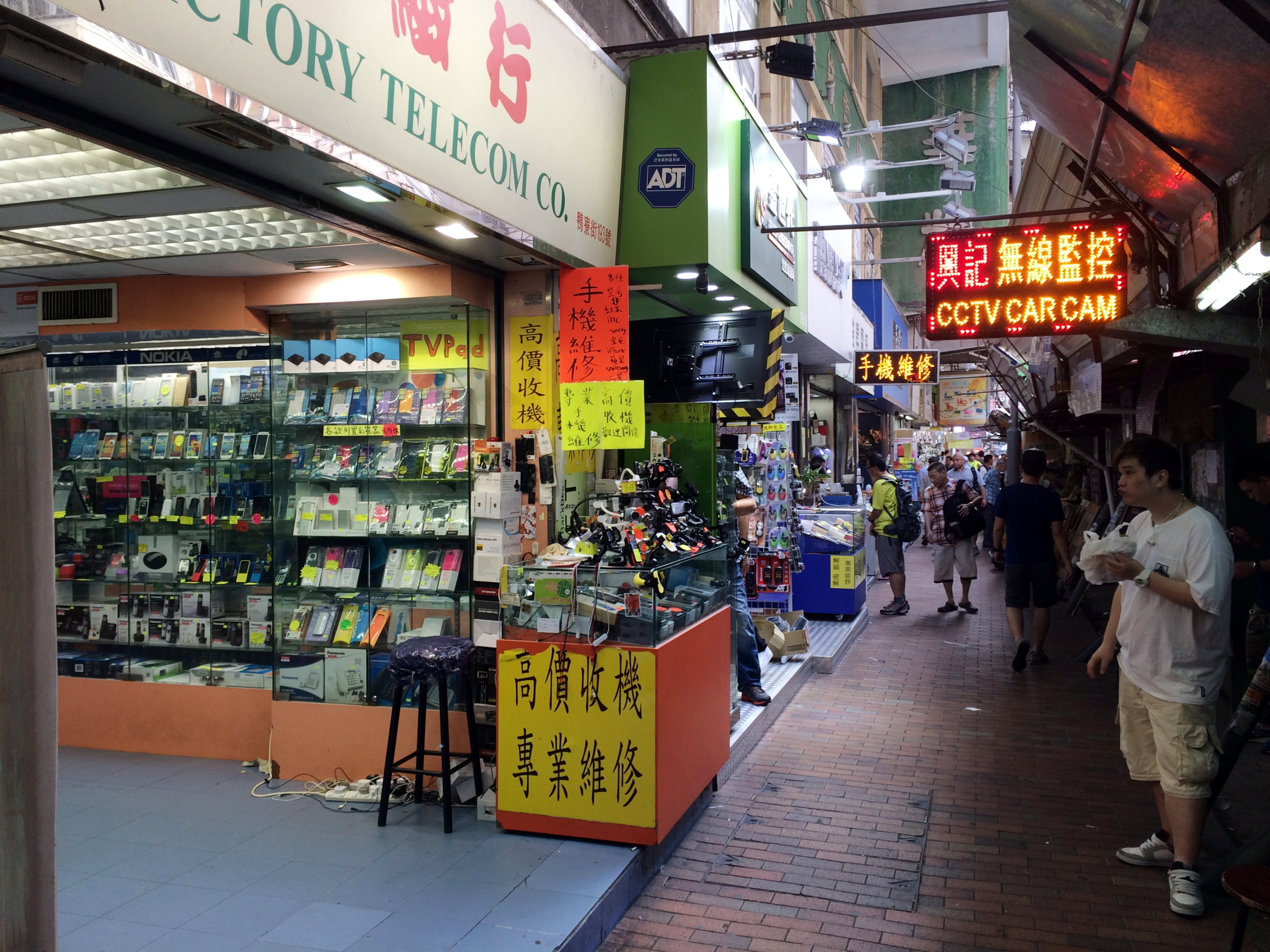
鴨寮街地舖主要銷售手機、保安系統、無線電、音響器材及電子零件

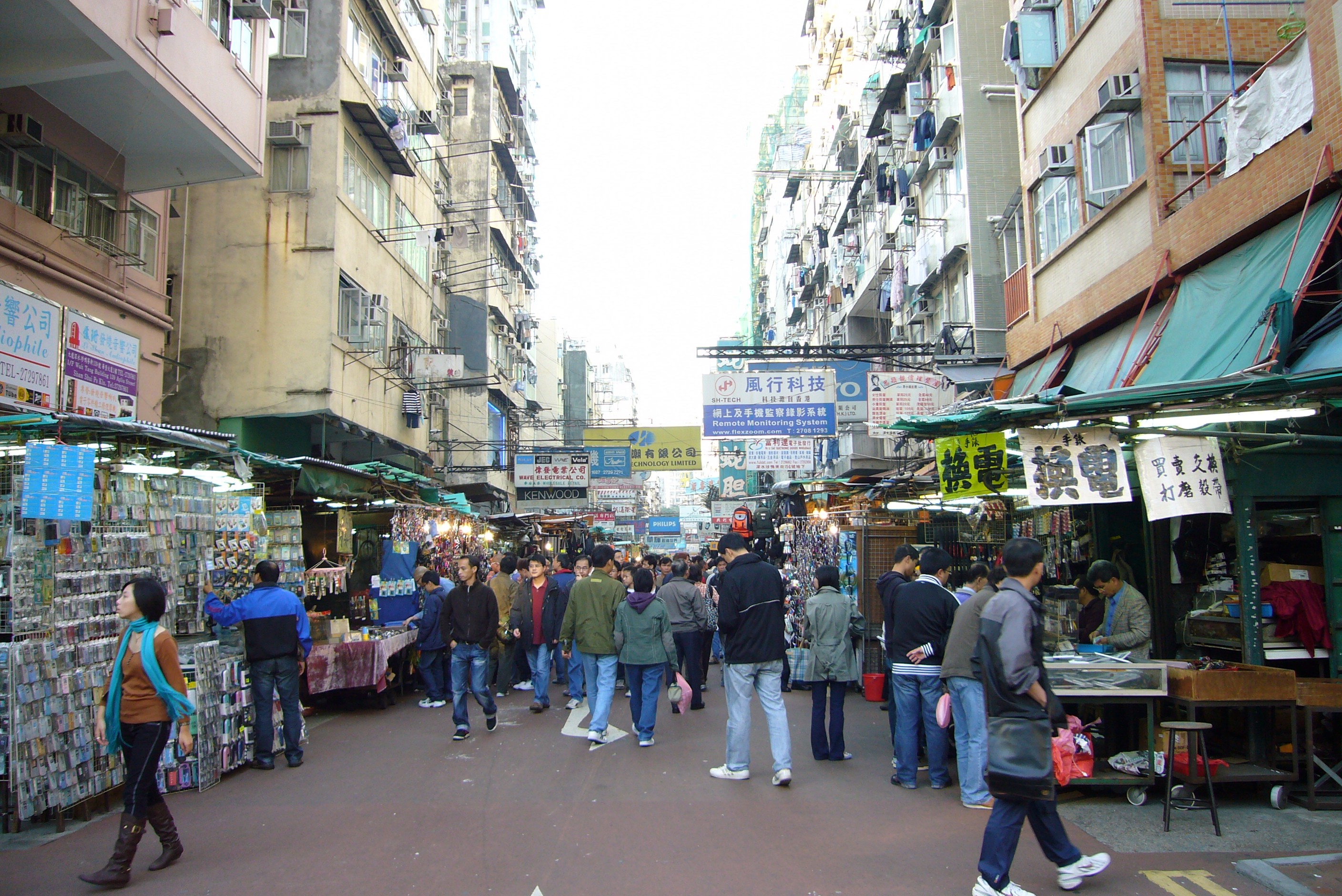
鴨寮街鄰近南昌街路段 (2007年)

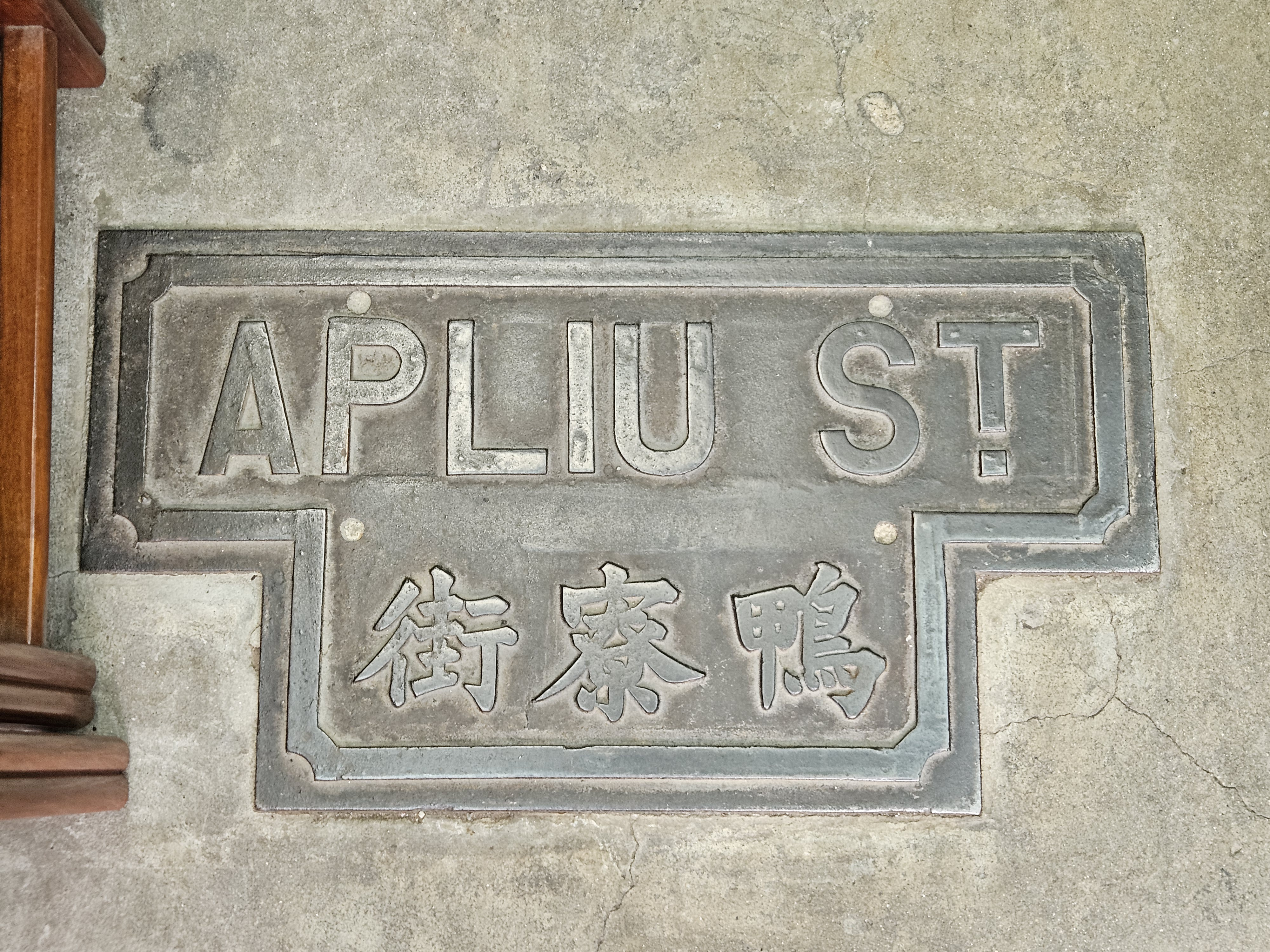
鴨寮街凹角T型街牌

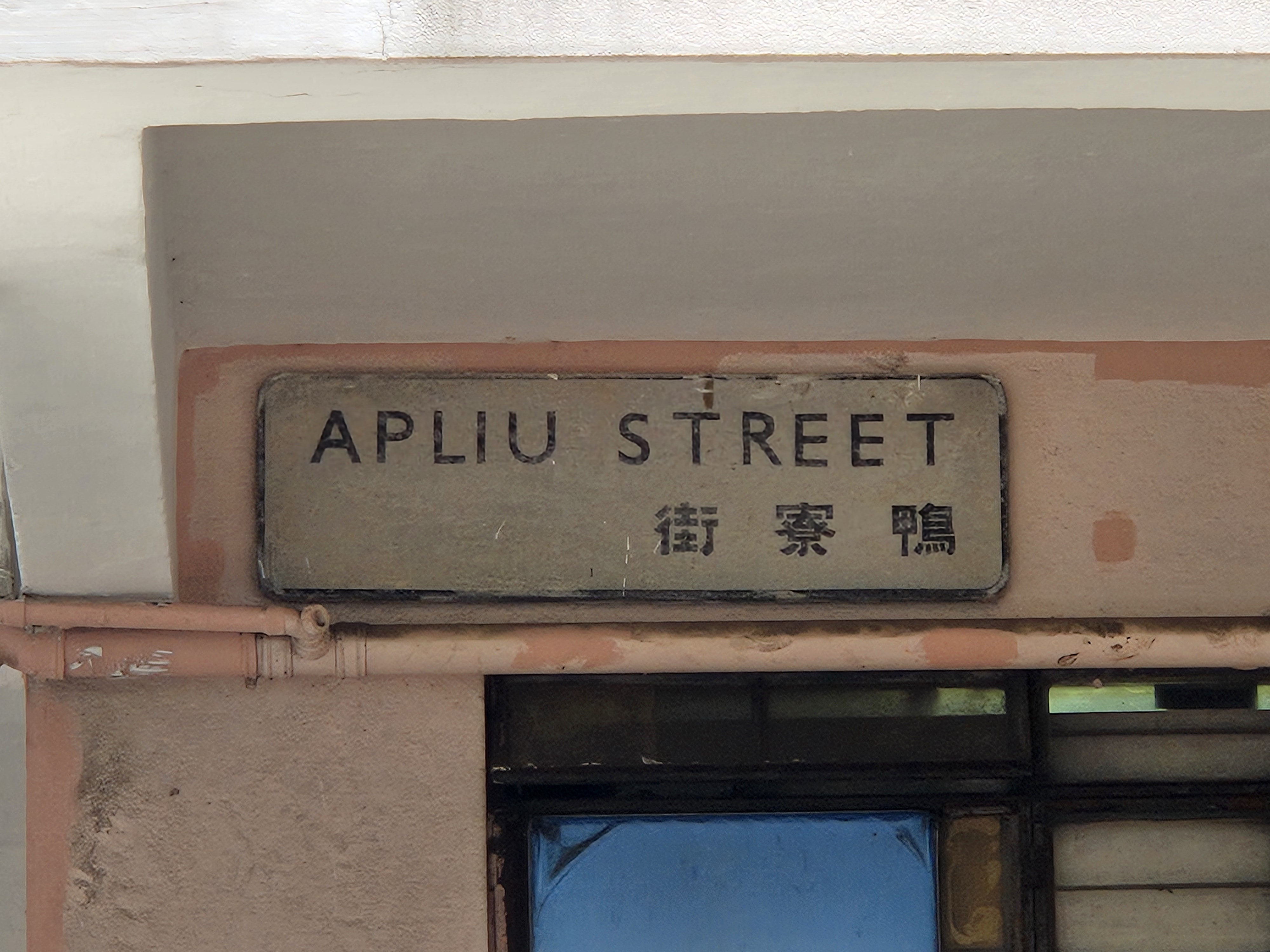
鴨寮街鋁質搪瓷長型街牌

鴨寮街（英語：Apliu Street，俗稱鴨記）是位於香港深水埗的一條街道，以專門售賣電子零件和電子產品而聞名，故有電子街或電子零件街的別稱。

## 歷史
根據梁炳華編著的《深水埗區風物志》記載，十九世紀，鴨寮街一帶為大海，附近有農田、魚塘，填海後曾經有飼養鴨的寮棚。二十世紀初期，深水埗納入城市發展，需要興建街道，鴨寮街因此而得名。
1930年代起，鴨寮街是一條專門售賣二手貨品的街道，曾視為九龍的摩羅街。到了1980年代，鴨寮街逐漸成為了電子零件的集散地，漸漸發展成以電子硬件、電訊、數碼產品為主的市場。大廈地舖主要銷售手機、保安系統、無線電、音響器材及電子零件、五金工具等，街上的200個檔口則有很多廉價貨品發售，例如手電筒、數碼產品配件、電子零件、連接線、變壓器、燈泡、電鑽等，亦有舊電器、遊戲機、黑膠唱片等二手貨品。
因應2011年花園街排檔大火，政府資助全港43個排檔區的小販搬遷及重建排檔，減低火警風險。其中深水埗鴨寮街一段排檔，於2014年11月完成相關重建。檔主憤言該計劃嚴格限制他們只能在細小範圍內擺賣，根本沒有地方展示貨品和存貨，反而令更多檔主要加設車仔和將貨物堆放後巷， 種下火警的危機。對於檔主的不滿，食環署發言人重申，鴨寮街的小販區約有200個小販攤檔，有關排檔的攤檔範圍面積為1200毫米乘900毫米， 署方並無批准攤販在指定攤位範圍以外加建構築物展示貨品。

## 圖片庫

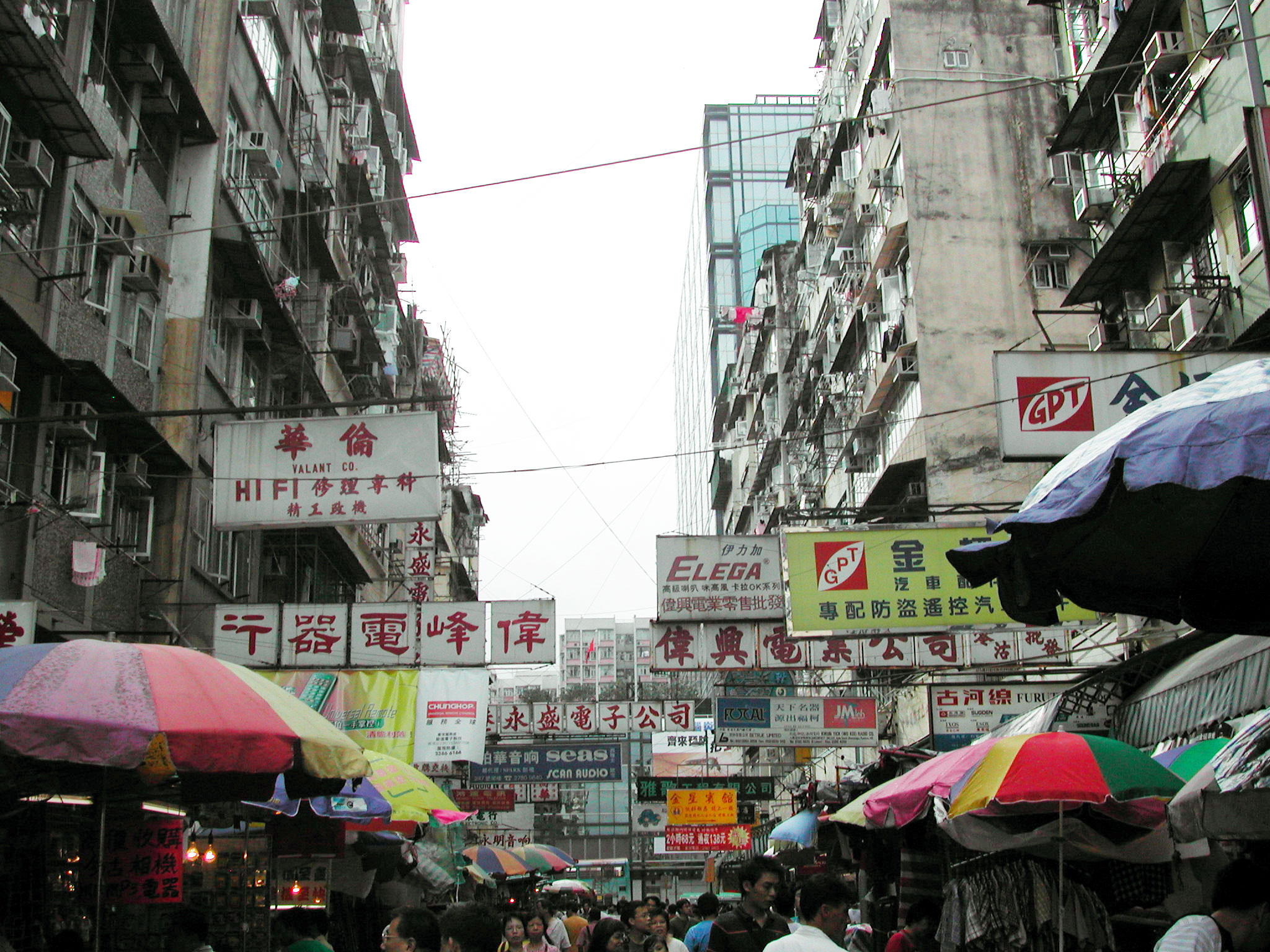
鴨寮街市場 （2006年）
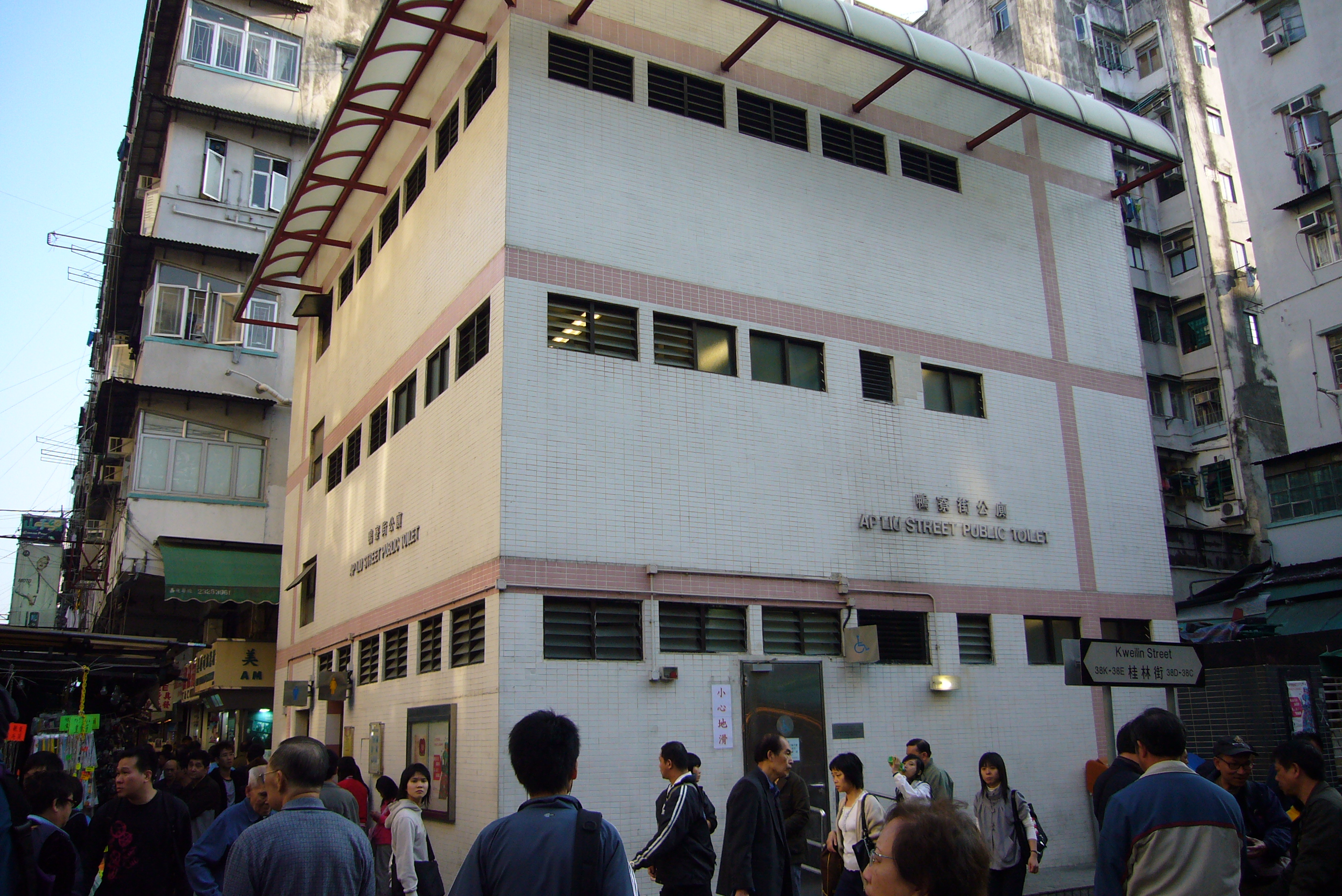
翻新前的鴨寮街公厠
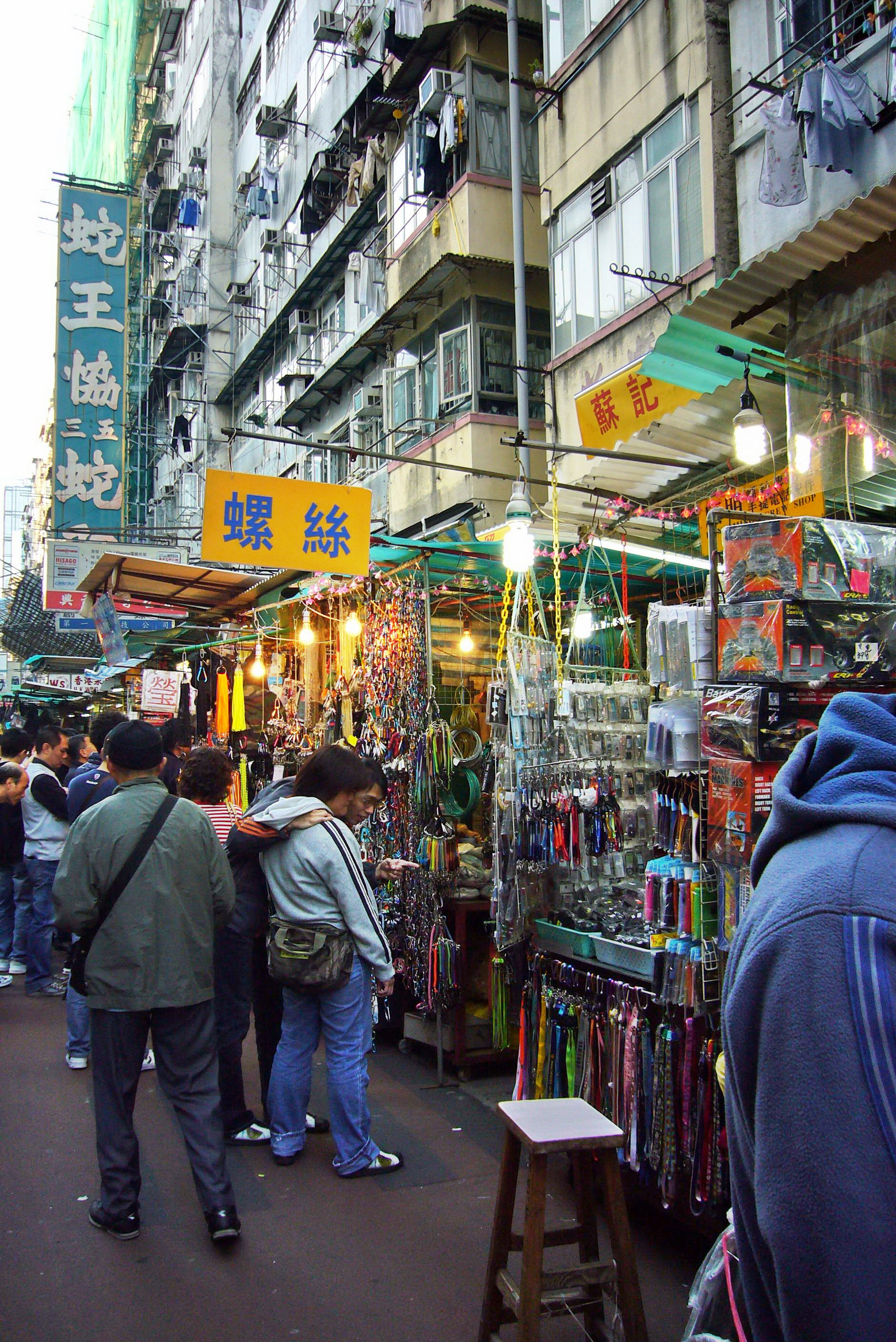
鴨寮街螺絲佬 （2007年）
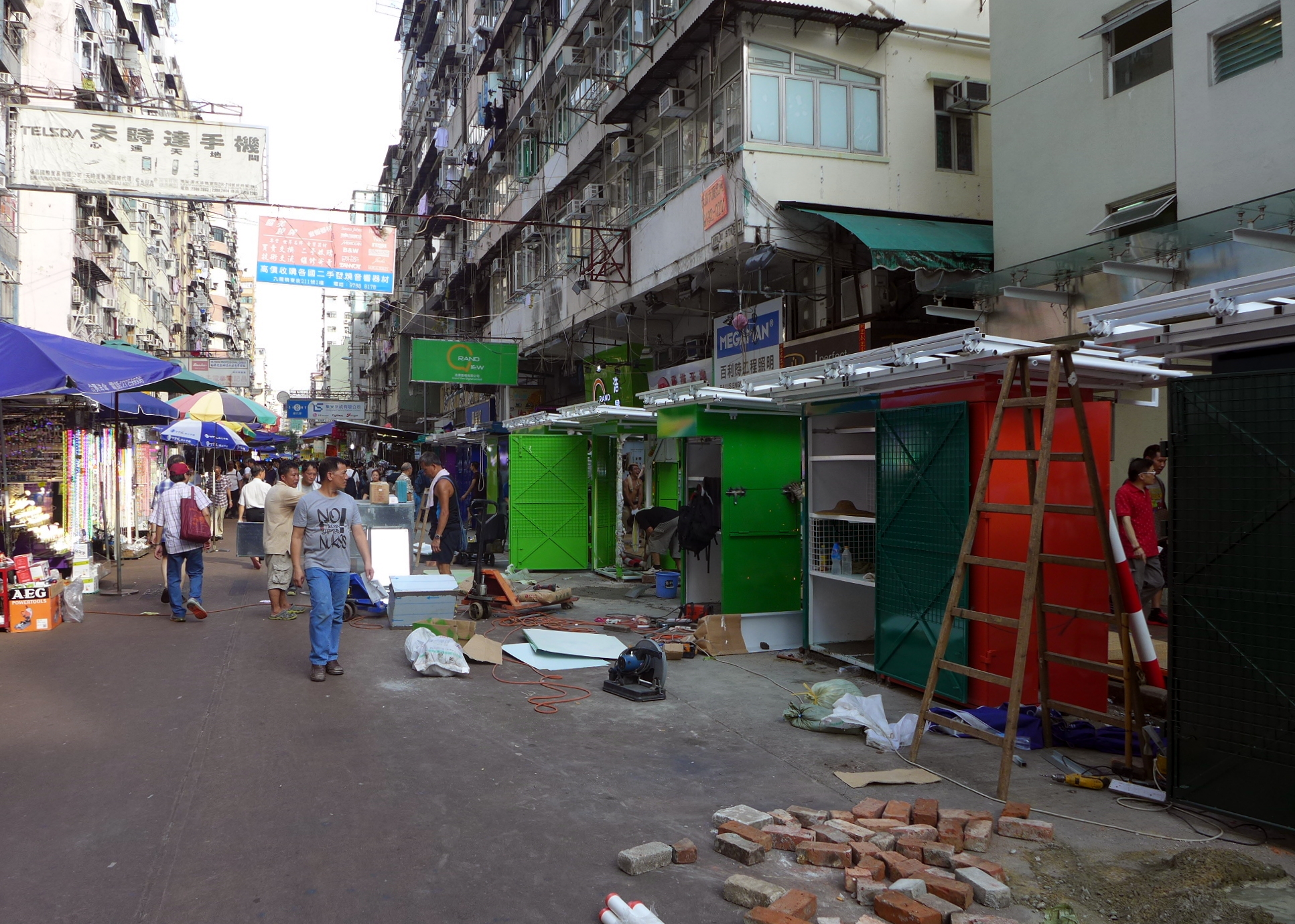
鴨寮街排檔正進行重建工程 （2015年6月）
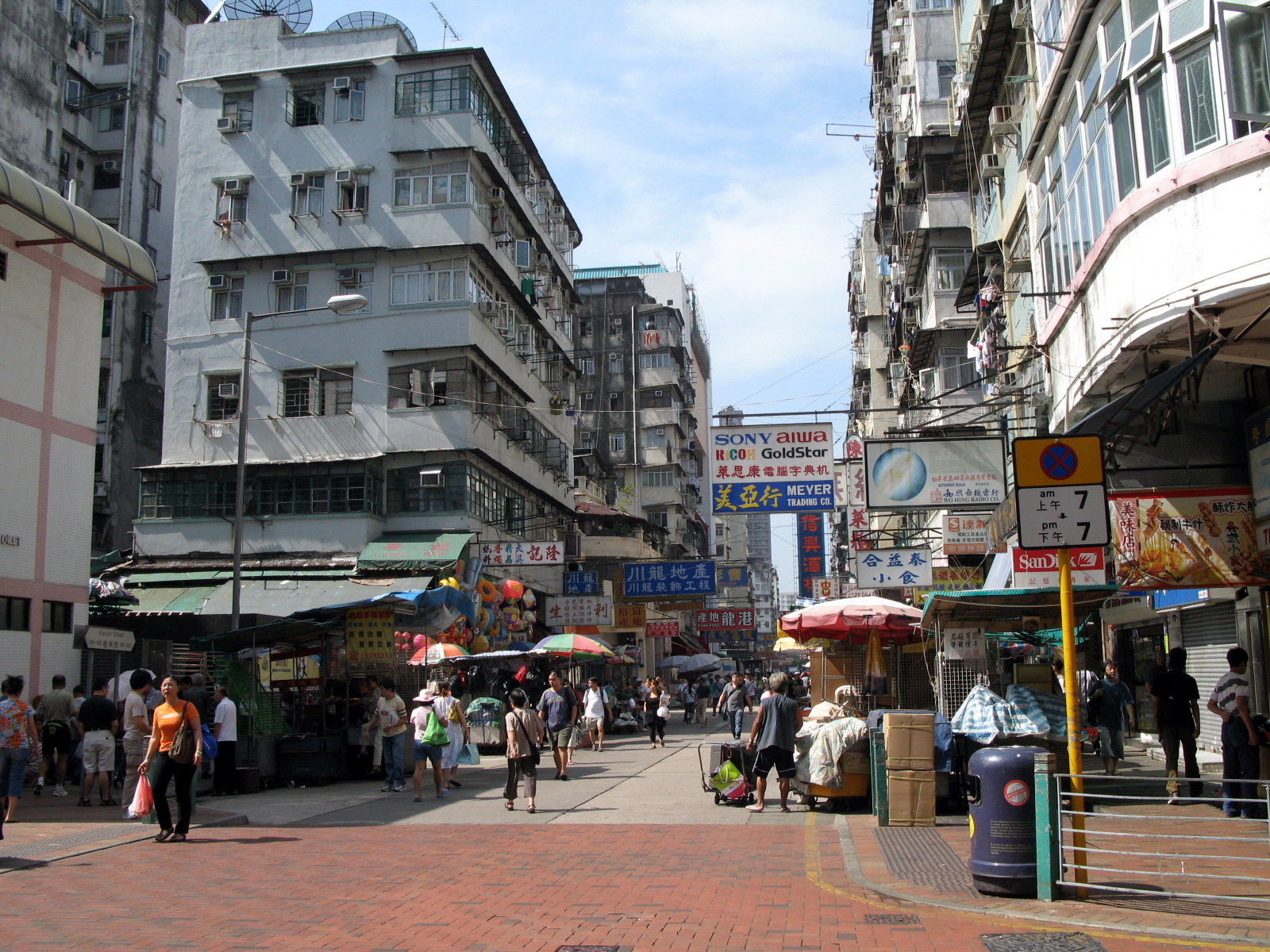
桂林街與鴨寮街交界 （2007年9月）
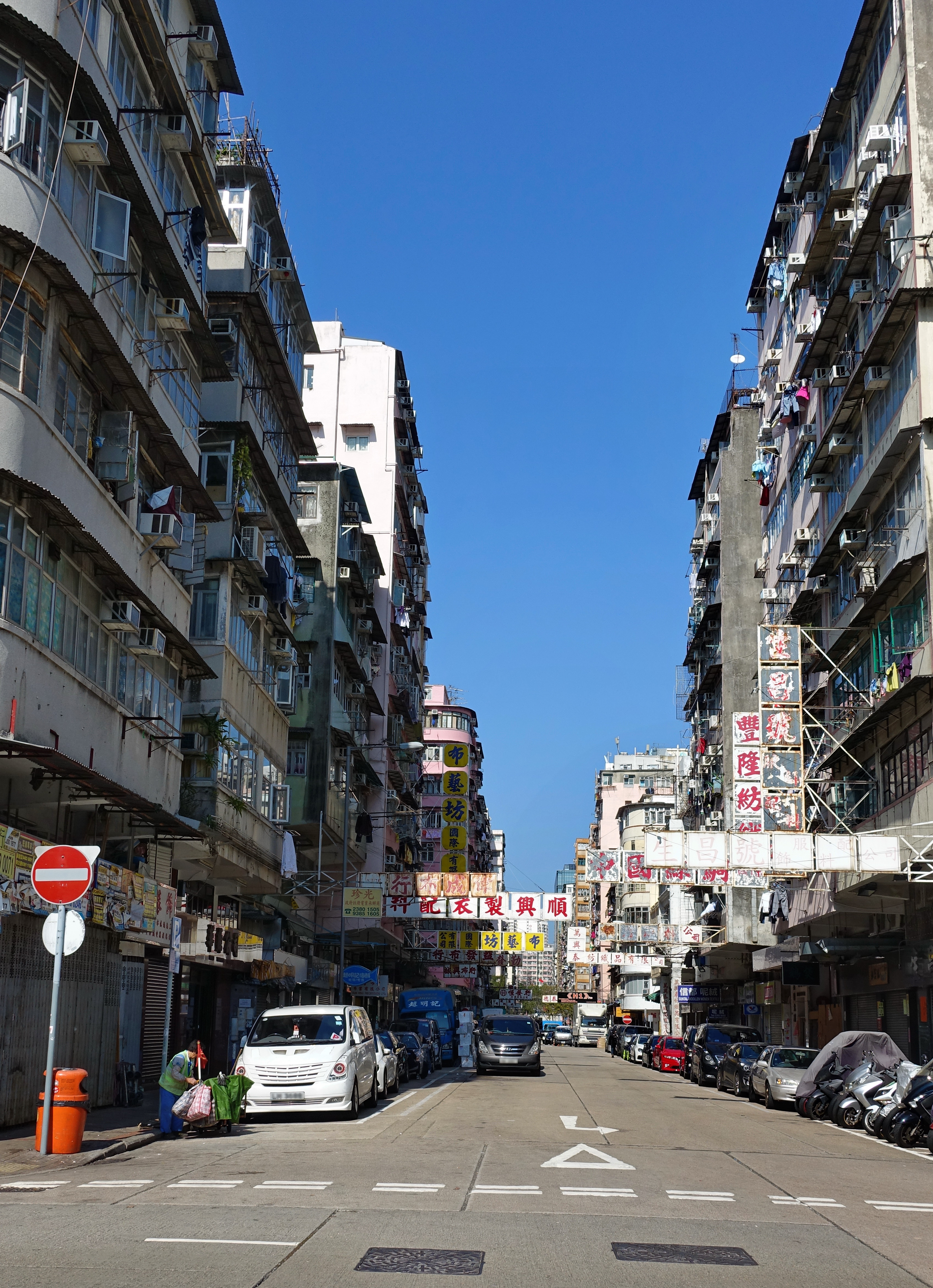
鴨寮街，近黃竹街的路段（2016年2月）
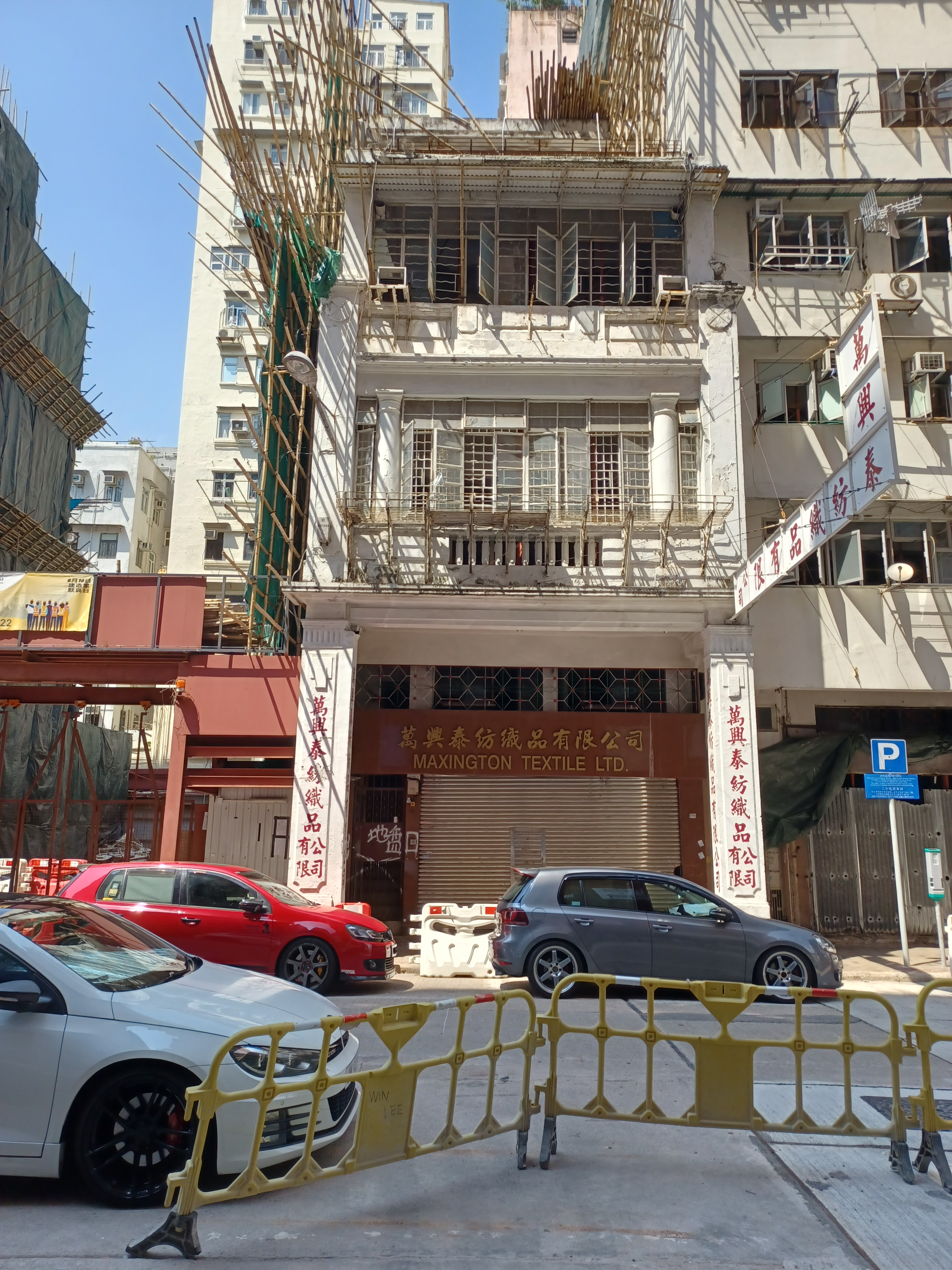
拆卸前的鴨寮街96號（2022年7月）

## 鄰近
- 西九龍中心
- 長沙灣政府合署
- 長沙灣道
- 欽州街
- 桂林街
- 北河街
- 南昌街
- 石硤尾街
- 黃竹街
- 楓樹街
- 白楊街
- 柏樹街